# الحركة القومية المتحدة - باكستان
حركة باكستان القومية المتحدة (بالأردوية: متحدہ قومی موومنٹ پاکستان)‏ هو حزب سياسي في باكستان. ظهر بسبب الانقسام داخل الحركة القومية المتحدة، أسسه فاروق ستار كحزب منفصل عن الحركة القومية المتحدة وزعيمها الطاف حسين. أُعلن عن الحزب بعد نجاة ستار من أيدي منظمة باكستان رينجرز وهي منظمة شبه عسكرية.
شارك الحزب في تخالفين انتخابين رئيسيين منذ تشكيله، لكنه هزم في كليهما.
وفي 8 نوفمبر 2017 أعلن اندماجه مع حزب باك سرزمين.